# Proton Competition
La Proton Competition è una scuderia automobilistica tedesca fondata nel 1996 da Gerold Ried, attualmente gestita dal figlio, Christian . Il team ha corso, fino il 2022, come team cliente della Porsche nelle corse Gran Turismo. Nel 2023 il team ha ampliato le sue competenze correndo anche nelle classi riservate ai prototipi, portando in pista l'Oreca 07 e la Porsche 963.
Il team vanta tra i suoi successi in GT: quattro European Le Mans Series, un'Intercontinental Le Mans Cup, due 24 Ore di Le Mans e una 12 Ore di Sebring. Oltre ai successi in GT si aggiunge la 24 Ore di Daytona 2023 vinta nella classe LMP2 con Oreca 07.

## Storia

### Corse in GT

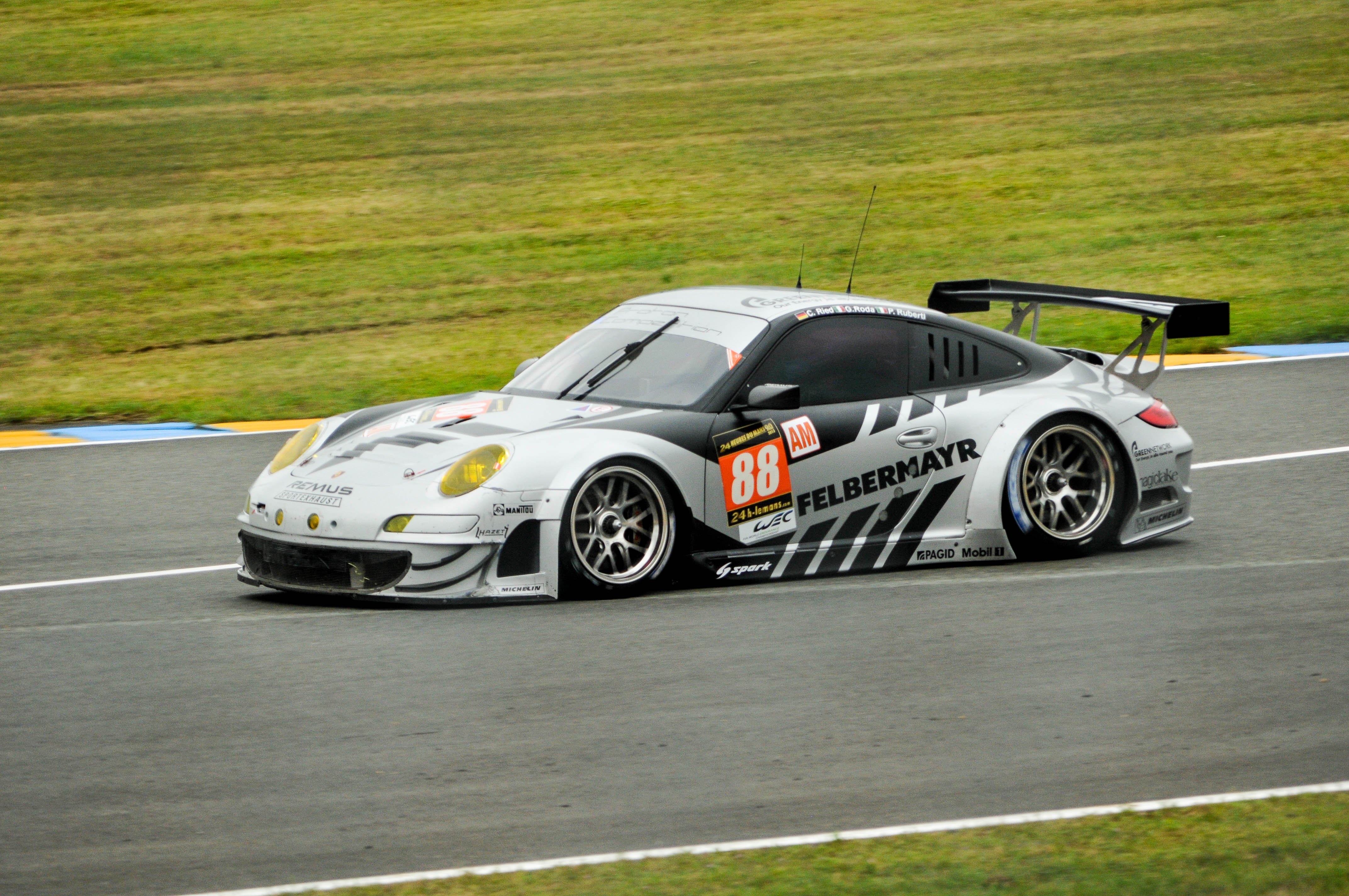
Il team Proton Competition durante la 24 Ore di Le Mans 2013

L'esordio del team risale nel 1996, Gerold Ried iscrive due Porsche 2 GT911, con una livrea arancione e nera, nella Serie BPR Global GT. L'anno seguente il team Proton prende parte alla stagione inaugurale del Campionato FIA GT, gareggiando nella classe GT2, lo stesso anno il team debutta anche nella 24 Ore di Daytona. Nei primi anni di vita, il team non raggiunge grandi successi, le cose migliorano nel 2004 dove chiudono al quarto posto nel Campionato FIA GT conquistando anche un podio (terzo posto) nella gara di Monza. L'anno seguente Proton migliora il suo risultato chiudendo seconda tra le squadre senza però vincere una corsa. 
Nel 2006, Horst Felbermayr Sr acquista delle quote del team, cambiando il nome della squadra in Felbermayr-Proton e i colori della livrea che diventa azzurra. L'anno seguente il team passa alla Le Mans Series (attuale European Le Mans Series) partecipando con tre vetture, due Porsche 997 GT3 RS e una 996 GT3-RSR. Lo stesso anno arriva il debutto alla 24 Ore di Le Mans con la 997 GT3 RS guidata da Gerold Ried, Christian Ried, Philip Collin e Horst Felbermayr Jr.
Nel 2009 arrivano i primi successi, il team Felbermayr-Proton, con la 997 GT3-RSR, vince la Le Mans Series, nella classe GT2 sia nella classifica a squadre e sia in quella piloti, quest'ultima con i piloti Marc Lieb e Richard Lietz davanti, di un solo punto, a Gianmaria Bruni e Rob Bell, piloti della BMW. Nel 2010 viene bissato il successo nella Le Mans Series ottenendo i due titoli, inoltre in quel anno arriva la prima vittoria, sempre classe GT2, nella 24 Ore di Le Mans.

Il team Proton Competition durante la 24 Ore di Le Mans 2022

Dopo due anni pieni di successi cambiano diverse cose all'interno del team, Proton si separa da Felbermayr, ma collabora in diverse occasioni con la Dempsey Racing di Patrick Dempsey. Nel 2012 si iscrive alla prima stagione del Campionato del mondo endurance FIA. Il ritorno alla vittoria di fa attendere, nel 2018 il team ottiene, per la terza volta, la European Le Mans Series, questa volta nella classe LMGTE con la Porsche 911 RSR guidata da un equipaggio tutto italiano, composto da  Matteo Cairoli, Gianluca Roda, Giorgio Roda e Gianmaria Bruni. Lo stesso anno il team ottiene la sua seconda vittoria a Le Mans grazie ai piloti Matt Campbell, Christian Ried e Julien Andlauer.
Due anni dopo, nella classe LMGTE il team Proton ottiene il suo quarto successo nella European Le Mans Series e nel 2021 vince per la prima volta la 12 Ore di Sebring con Matt Campbell, Mathieu Jaminet e Cooper MacNeil.

### Corse nei Prototipi
Nel 2023 il team si espande nelle corse dei prototipi. Diventa un team cliente della Porsche nel Campionato del mondo endurance e nel Campionato IMSA WeatherTech SportsCar, portando in pista la loro Hypercar, la 963. Inoltre partecipa a diverse corse di durata e alla European Le Mans Series nella classe LMP2 con l'Oreca 07. Nel esordio con i prototipi il team vince la 24 Ore di Daytona con Gianmaria Bruni, Fred Poordad, James Allen e Francesco Pizzi.

## Palmarès
- 4  European Le Mans Series: Classe LMGT2 (2009 e 2010); Classe LMGTE (2018 e 2020)

- 2  24 Ore di Le Mans: Classe LMGT2 (2010); Classe GTE Am(2018)

- 1  Intercontinental Le Mans Cup: Classe LMGT2 (2010)

- 1  12 Ore di Sebring: Classe GTLM (2021)

- 1  24 Ore di Daytona: Classe LMP2 (2023)